# Video City
Video City est un événement rassemblant des youtubers à l'occasion d'un salon à Paris, en 2015 et 2017.

## Présentation
Le salon est produit par 4 coproducteurs : Live ! by GL events (agence de communication), M6 Digital Talents (Golden Moustache), Canal+ (Studio Bagel), Webédia (ancien mixicom). Ces groupes médias sont des boîtes de production et de gestion de talent,.
Les coproducteurs souhaitent que l’événement mette à l’honneur les vidéastes et les stars de Youtube.
Le salon souhaite déstigmatiser l’image du métier et apporter une plus-value au travail de youtubeur, en mettant en avant la qualité de création et le talent artistique des « videomakers » .

## Historique
La première édition du salon Video City s’est déroulée les 7 et 8 novembre 2015, à Paris Expo Porte de Versailles. Il s’inspire notamment du salon VidCon (États-Unis), du Summer In The City (Angleterre) et des Video Days (Allemagne). Lors de cette édition, 120 youtubeurs sont présents. En 2016, Video City n’a pas eu lieu à cause des attentats survenus en Europe au cours des mois précédents. 

## Sponsoring
Le salon a un Business model où l’on retrouve plusieurs marques qui le sponsorisent. Le salon accueille les stands de ces sponsors, « quasiment aussi nombreux que les youtubeurs invités ».